# Husvik
Husvik est une ancienne station baleinière norvégienne située dans la baie de Stromness en Géorgie du Sud. Nommée par les chasseurs de baleine norvégiens en l’honneur du village de Husvik (Tønsberg) en Norvège, le port commence ses activités de chasse à la baleine en 1907 en même temps que les deux autres stations baleinières Stromness et Leith Harbour situées également dans la baie de Stromness.

## Photographies

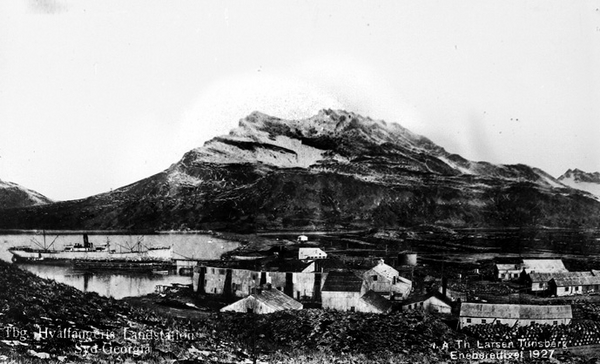
Husvik en 1927.